# Universidad Palacký
La Universidad Palacký (en checo: Univerzita Palackého v Olomouci) está situada en la ciudad checa de Olomouc; es la universidad más antigua de Moravia y la segunda universidad más antigua del país. Fue fundada en 1573 y suprimida en 1860, pero volvió a abrir en 1946, adquiriendo entonces el nombre que tiene actualmente. 

## La universidad antigua
Se estableció en 1573 como universidad pública bajo responsabilidad de los jesuitas en la ciudad de Olomouc, que en aquel momento era la capital de Moravia y sede episcopal. En los inicios tuvo docencia sólo en Teología, pero pronto se añadieron las áreas de filosofía, derecho y medicina.